# スティーヴン・ロークス

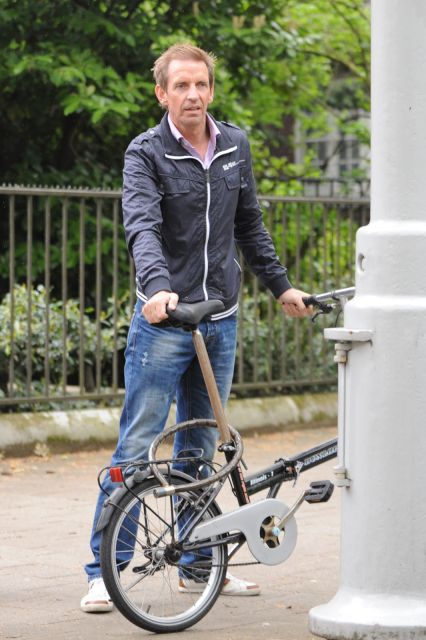

スティーヴン・ロークス（Steven Rooks、1960年8月7日 - ）は、オランダ、オテルレーク（北ホラント州）出身の、元自転車競技（ロードレース）選手。
日本における自転車雑誌などでは、ロークスの代わりに、ルークスやルックスと表記されることもあった。現役年代は1983年から1995年まで。タイプはクライマー。

## 主な戦績
1983年
リエージュ〜バストーニュ〜リエージュ 優勝
1986年
ツール・ド・ルクセンブルク 総合優勝
ブエルタ・ア・アンダルシア 総合優勝
アムステル・ゴールドレース 優勝
ツール・ド・フランス 総合9位
1987年
 オランダ選手権・デルニーレース 優勝（トラックレース）
1988年
チューリッヒ選手権 優勝
ツール・ド・フランス 山岳賞、総合2位(区間1勝=第12(ラルプ・デュエズ))
オランダ スポーツマンオブザイヤー 受賞
1989年
ツール・ド・フランス 総合7位(区間1勝=第15)
1991年
 オランダ選手権・個人ロードレース 優勝
世界選手権・個人ロードレース 2位
1994年
 オランダ選手権・個人ロードレース 優勝

## ドーピング問題
- 2009年、現役時代に、エリスロポエチン(EPO)の使用を行っていたことを認めた[1]。